# Rendang (Kecamatan)
Rendang ist indonesischer Distrikt (Kecamatan) im Westen des balinesischen Regierungsbezirks Karangasem. Der Distrikt Rendang grenzt an den Kecamatan Banjarangkan (Kab. Klungkung) im Südwesten, an die Kecamatan Tembuku im Westen und Kintamani im Nordwesten (beide vom Kab. Bangli), Kubu im Nordosten, Selat im Osten, Sidemen im Südosten sowie schließlich Klungkung im Süden. Der Binnendistrikt gliedert sich in sechs Dörfer ländlichen Typs (Desa). Im Desa Besakih befindet sich der Pura Besakih, der bedeutendste hinduistische Tempel auf Bali.

## Verwaltungsgliederung
| Kode PUM 1    | Dorf            | Fläche (km²) Ende 2021 | Einwohner Census 2010 | Einwohner Census 2020 | Einwohner Ende 2021 | Dichte Einw. pro km² |
| ------------- | --------------- | ---------------------- | --------------------- | --------------------- | ------------------- | -------------------- |
| 51.07.01.2006 | Pesaban         | 3,15                   | 2.323                 | 2.856                 | 2.838               | 900,95               |
| 51.07.01.2001 | Nongan          | 8,35                   | 5.141                 | 6.088                 | 6.305               | 755,09               |
| 51.07.01.2002 | Rendang         | 5,64                   | 6.437                 | 7.352                 | 7.741               | 1.372,52             |
| 51.07.01.2003 | Menanga         | 14,14                  | 6.522                 | 7.154                 | 7.430               | 525,46               |
| 51.07.01.2004 | Besakih         | 30,73                  | 6.814                 | 7.629                 | 7.669               | 249,56               |
| 51.07.01.2005 | Pempatan        | 50,11                  | 9.694                 | 10.703                | 11.061              | 220,73               |
| 51.07.01      | Kec. Rendang000 | 112,12                 | 36.931                | 41.782                | 43.044              | 383,91               |
Ergebnisse aus Zählung:
2010 und 2020, Fortschreibung (Datenstand: Ende 2021)

## Bevölkerung

### Bevölkerungsentwicklung der letzten drei Halbjahre
| Datum      | Fläche (km²) | Einwohner | männlich | weiblich | Dichte (Einw./km²) | Sex Ratio (m*100/w) |
| ---------- | ------------ | --------- | -------- | -------- | ------------------ | ------------------- |
| 31.12.2020 | 112,12       | 42.686    | 21.702   | 20.984   | 380,7              | 103,4               |
| 30.06.2021 | 112,12       | 42.390    | 21.555   | 20.835   | 378,1              | 103,5               |
| 31.12.2021 | 112,00       | 43.044    | 21.809   | 21.235   | 384,3              | 102,7               |
Fortschreibungsergebnisse